# Massacro di Skeleton Canyon
Il massacro di Skeleton Canyon indica due distinti scontri a fuoco avvenuti nel 1879 e nel 1881 ai danni di cittadini messicani nello Skeleton Canyon, nelle Montagne Pelocillo, presso quello che poi divenne il confine tra l'Arizona e il Nuovo Messico. Diretta conseguenza del secondo scontro fu il massacro di Guadalupe Canyon nell'agosto del 1881.

## Storia

### Primo massacro di Skeleton Canyon
Nel luglio del 1879, dei banditi provenienti dall'Arizona attaccarono un ranch messicano nel nord di Sonora, uccidendo diverse persone. I sopravvissuti denunciarono l'accaduto al comandante Francisco Neri, nel corpo di polizia a cavallo dei Rurales, che inviò sul posto un distaccamento al comando del capitano Alfredo Carrillo. I poliziotti messicani sconfinarono illegalmente in Arizona, sulle tracce dei banditi, ma vennero intercettati mentre attraversavano lo Skeleton Canyon e costretti a ripiegare. Solo tre rurales scamparono all'imboscata. Nonostante l'azione illegale dei suoi rurales, il governo messicano si lamentò con il presidente degli Stati Uniti d'America Chester Arthur per l'accaduto. Sebbene l'identità dei banditi non sia mai stata confermata, si ritiene che si trattasse di membri della banda nota come Cowboys: Old Man Clanton, Ike Clanton, Billy Clanton, William Brocius, Johnny Ringo e Florentino Cruz. Il furto di bestiame ai danni dei ricchi pascoli del Messico era infatti una delle documentate attività della banda.

### Secondo massacro di Skeleton Canyon
Nel luglio del 1881 la banda dei Cowboys organizzò un'imboscata ai danni di contrabbandieri messicani che si preparavano a introdurre dell'argento passando dallo Skeleton Canyon. William Brocius, presunto ideatore del piano, e altri banditi (Johnny Ringo, Old Man Clanton, Ike Clanton, Billy Clanton, Frank McLaury, Tom McLaury, Billy Grounds e Zwing Hunt) si appostarono tra le rocce del canyon e aprirono il fuoco sui contrabbandieri, uccidendone sei su diciannove alla prima salva. Il resto dei messicani venne freddato mentre tentava la fuga.
Un mese dopo il massacro, in agosto, Old Man Clanton e altri cowboy vennero uccisi nel massacro di Guadalupe Canyon. Gli esecutori materiali dell'attacco non vennero mai identificati: si suppone potessero essere rurales intenzionati a vendicarsi per i fatti del 1879, contrabbandieri legati alle vittime della seconda strage o uomini di Wyatt Earp, a quel tempo impegnato in una faida con i cowboy per il controllo sul fiorente centro minerario di Tombstone in Arizona.